# WERGO
WERGO – wytwórnia płytowa z siedzibą w Moguncji założona w 1962 roku przez Wernera Goldschmidta (jej nazwa pochodzi od pierwszych liter jego imienia i nazwiska) i Helmuta Kirchmayera. Od 1970 roku wchodzi w skład większego wydawnictwa, Schott Music. Specjalizuje się w muzyce współczesnej.

## Historia
Wytwórnię WERGO założyli na początku lat 60. historyk sztuki, kolekcjoner i miłośnik muzyki Werner Goldschmidt oraz muzykolog Helmut Kirchmayer.
W 1962 roku pod numerem katalogowym Wer 60001 ukazał się pierwszy LP, zawierający nagranie utworu Pierrot lunaire Arnolda Schönberga w wykonaniu Helgi Pilarczyk z paryskiego zespołu Domaine musical, którym dyrygował  Pierre Boulez. Wytwórnia tym samym postawiła sobie za zadanie udostępnianie zakazanych w Niemczech przed II wojną światową dzieł kompozytorów modernistycznych, takich jak: Arnold Schönberg, Igor Strawinski, Béla Bartók i Paul Hindemith, i jednocześnie zaprezentowanie szerszej publiczności, poza wyspecjalizowanymi festiwalami muzyki awangardowej, cyklami koncertów i audycjami radiowymi, dorobku najnowszej generacji kompozytorów takich jak: Pierre Boulez, Luigi Nono, Karlheinz Stockhausen, György Ligeti, Mauricio Kagel i Dieter Schnebel. Wytwórnia realizuje swoją misję mając świadomość, iż muzyka współczesna ma stosunkowo niewielką publiczność i wydawanie jej nigdy nie będzie opłacalne z ekonomicznego punktu widzenia; poprzez swoje wydawnictwa płytowe chce jednak przyczynić się do bardziej trwałego zaistnienia muzyki współczesnej w świadomości melomanów poza jej efemeryczną obecnością w radiu. W 1967 roku partnerem WERGO została inna niemiecka wytwórnia, Schott Music, która w 1970 roku przejęła ją w całości. Od tego czasu wytwórnia wydała ponad 600 albumów (w tym jedne z pierwszych na kontynencie europejskim albumów w formacie DualDisc), które zdobyły liczne nagrody i które stanowią istotne archiwum muzyki XX i XXI wieku. Po 1986 roku katalog wytwórni uzupełniło ponad 80 płyt CD z utworami młodych kompozytorów niemieckich, wydanych w cyklu Edition Zeitgenössische Musik (Wydanie Muzyki Współczesnej) Deutsche Musikrat (Niemieckiej Rady Muzycznej). Oprócz tej współpracy WERGO współdziała też z Centrum Sztuki i Technologii Mediów w Karlsruhe – Zentrum für Kunst und Medientechnologie Karlsruhe (seria wydawnicza Edition ZKM) oraz ze Studiem Sztuki Audio Zachodnioniemieckiej Rozgłośni Radiowej – Studio für Akustische Kunst des Westdeutschen Rundfunks (seria wydawnicza Ars Acustica). Współpracuje również z takimi instytucjami jak Berliner Haus der Kulturen der Welt czy wydział muzyczny Ethnologisches Museum, obie w Berlinie. W serii Jewish Music Series przedstawia szerokie spektrum muzycznych tradycji narodu żydowskiego na różnych kontynentach.